# Marijan Čavić
Marijan Čavić (Zagreb, 10. ožujka 1915. — Logor Jasenovac, krajem 1941.) bio je sudionik Narodnooslobodilačke borbe i narodni heroj Jugoslavije.

## Životopis
Rođen je 10. ožujka 1915. godine u Zagrebu u radničkoj obitelji. Kao metalski radnik, uključio se u rad Ujedinjenih radničkih sindikata Jugoslavije. Ubrzo je postao sindikalni aktivist i radio je na organizaciji mnogih sindikalnih akcija i štrajkova. Godine 1939., bio je primljen za člana Komunističke partije Jugoslavije, a neposredno uoči Drugog svjetskog rata postao je sekretar Trećeg rajonskog komiteta KPH u Zagrebu.
Poslije okupacije Jugoslavije i formiranja Nezavisne Države Hrvatske 1941., Marijan Čavić je u svom rajonu organizirao ilegalni rad, sudjelovao u diverzantskim akcijama, te pomagao u radu Mjesnog komiteta u osnaživanju organizacija KPJ. Odlukom Centralnog komiteta Komunističke partije Hrvatske, sredinom kolovoza 1941. napustio je Zagreb i otišao u Karlovac, gdje je trebao pomagati karlovačkim komunistima u organiziranju antifašističke borbe. Neposredno poslije dolaska u Karlovac, preuzeo je dužnost sekretara Mjesnog komiteta i postao član Okružnog komiteta KPH za Karlovac. Zajedno s Ivanom Marinkovićem i Josipom Krašem, nastojao je uspostaviti prekinute veze sa Zagrebom, Petrovom gorom, Gorskim kotarom, Hrvatskim primorjem, Pokupljem, Likom i Banovinom. Ilegalci su u Karlovcu uspjeli, unatoč stalnoj aktivnosti ustaša i talijanskih fašista, u relativno kratkom roku obnoviti partijsku organizaciju i osposobiti je za efikasan rad. Pod rukovodstvom Marijana Čavića uspješno je radila i organizacija Antifašističke fronte žena i tajna tiskarnica KPJ u Karlovcu, smještena u gradskom naselju Dubravac.
Ustaška policija je, 16. listopada 1941. godine, kod knjižare „Fogina“ u Karlovcu iznenadila i uhapsila Marijana Čavića. Znajući da je značajan aktivist organizacije KPJ u Karlovcu, ustaška policija ga je podvrgla mučenju, ali on nije priznao ni svoje ime. Da bi skratio svoje muke, pokušao je izvršiti samoubojstvo. Međutim, želeći pod svaku cijenu iznuditi od njega informacije, policija ga je otpremila u karlovačku bolnicu na liječenje.
Članovi partijske organizacije saznali su da se njihov sekretar nalazi u bolnici, pa je napravljen plan za njegovo oslobađanje. Jedan vod od 24 borca iz Prvog kordunaškog bataljuna, predvođen Većeslavom Holjevcem, preobučen u domobranske uniforme stigao je u Karlovac 17. studenog. Iako je sve teklo po unaprijed utvrđenom planu, akcija spašavanja Marijana Čavića nije uspjela, jer su ga u međuvremenu ustaše ponovo vratili u zatvor, tako da ga Holjevčev spasilački vod nije našao u bolnici.
Marijan Čavić je poslije ove akcije bio prebačen u Zagreb. Tada je izvršen još jedan pokušaj njegovog spašavanja i to zamjenom zarobljenika. Međutim, ni taj pokušaj nije uspio. Marijan Čavić je odveden u logor Jasenovac, gdje je bio ubijen krajem 1941. godine.

## Naslijeđe
Ukazom predsjednika Federativne Narodne Republike Jugoslavije Josipa Broza Tita, 27. studenog 1953. godine, proglašen je za narodnog heroja.
Danas jedna ulica na zagrebačkoj Ferenščici nosi njegovo ime.